# 川奈ゆう
川奈 ゆう（かわな ゆう、1983年7月3日 - ）は、日本のタレント、元グラビアアイドル。旧名は吉岡 蓮（よしおか れん）、吉岡 美香、永瀬 水夏。東京都出身。ホットラインプロモーション所属。

## 経歴
2010年5月 事務所移籍に伴い「川奈 ゆう」に改名。
2017年9月2日、一般人男性と結婚したことを自身のブログで発表、あわせて妊娠中であることも公表した。これに伴いグラビアアイドルを卒業する形となり、その後は産休に入る。
2018年2月9日、自身のブログで 第一子男児を出産したことを報告した。なお、出産日は明らかにしていない。

## 人物
- 趣味：落語鑑賞、マンキツ、酒場放浪[1]
- 特技：足つぼマッサージ（リフレ資格所有）、模写、塩辛・味玉づくり[1]

## 出演

### テレビ
- スッキリ!!（日本テレビ）
- 『ぷっ』すま（2009年7月21日、テレビ朝日）
- 給与明細2（2014年7月19日・26日、テレビ東京） - 調査員
- もっと温泉へ行こう!三朝温泉編（フジテレビ）

### 映画
- Oh!透明人間 （2010年10月、インターフィルム） - 萩谷愛子 役

### 舞台
- BAKI_COMPANY公演Vol.2「びー★くーる」（2010年10月29日 - 10月31日、桃園会館）
- アリスインプロジェクト&シアターKASSAI共同企画 第３弾「ハルモニアガーデン」（2011年8月10日 - 8月14日、シアターKASSAI） - 大津湊 役
- STRAYDOG Seedling「プール・サイド・ストーリー」（2012年7月12日 - 16日、明石スタジオ）
- ゴブレイシアター vol.1 旗揚げ公演「ミオとジュリとエット…」（2012年10月16日 - 21日、シアターKASSAI）

### オリジナルビデオ
- アキバリオン影 前編（2010年9月24日、ZENピクチャーズ）
- アキバリオン影 後編（2010年10月8日、ZENピクチャーズ）
- バトル・オブ・デッド（2011年5月13日、ZENピクチャーズ）

### インターネット
- 月刊モバイルアクトレス

## イメージDVD
吉岡蓮 名義
1. 淑女・全開（2008年6月27日 メディアフォース）
2. Deep Kiss 2人のヒミツ（2008年9月26日 ぶんか社）
3. めがねっ娘（2008年12月19日 ぶんか社）他出演 - 松下美保 もりかわゆい 姫神ゆり 柏木美里 堀内あみか
4. 女教師（2008年12月19日 ぶんか社）他出演 - もりかわゆい 姫神ゆり 柏木美里 堀内あみか
5. CARA（2009年1月29日）
6. 激写Ｘ（2009年4月17日 日本メディアサプライ）

川奈ゆう 名義
1. ゆう惑 Teacher （2010年9月22日、イーネットフロンティア）
2. ゆうのちゅう（2011年8月25日、エアーコントロール）
3. Glamorous（2011年11月18日、M.B.D メディアブランド）
4. Brightest body[5]（2012年2月24日、グラッソ）
5. white EX -daydream-（2012年6月29日、オルスタックピクチャーズ）
6. Nurse～誘惑看護～（2012年10月31日、オルスタックピクチャーズ）
7. 湯けむり温泉 旅美人[6]（2012年12月25日、オルスタックピクチャーズ）他出演：桜木佑香、愛乃まーに
8. 激撮S -欲望-（2013年6月21日、メディアブランド）
9. 従純遊戯（2014年7月17日、イーネットフロンティア）

## 雑誌
- 華漫GOLD（2011年6月10日、ワニマガジン）
- Chuッ7月号（2011年6月14日、ワニマガジン）